# Tahmina Rahman
Tahmina Rahman (bengalisch তাহমিনা রহমান) ist eine bangladeschische Menschenrechtlerin.

## Leben
Rahman studierte Rechtswissenschaften an der Universität von Dhaka und erwarb anschließend einen Master of Laws an der School of Oriental and African Studies der Universität London. Sie war McArthur Fellow an der Harvard University.

## Wirken
Als Regionaldirektorin von Article 19 für Bangladesch und Südasien widmete Rahman sich über ein Jahrzehnt lang der Förderung von Menschenrechten, insbesondere der Meinungsfreiheit und dem Recht auf Information. Unter ihrer Führung erzielte das Büro in Dhaka zahlreiche Erfolge und trug maßgeblich zur Verbesserung der Lebensbedingungen vieler Menschen in Bangladesch bei. Rahman plädierte als Mitglied in verschiedenen nationalen Ausschüssen der Regierung für Medienreformen und stellte die jährlichen Länderberichte von Article 19 zur Meinungsfreiheit in Bangladesch und bei den Vereinten Nationen vor. Nach den schweren Angriffen auf Blogger in Bangladesch zwischen 2015 und 2016 war sie besonders in der Unterstützung bedrohter Blogger aktiv und entwickelte eine 12-Punkte-Charta der Rechte zum Schutz der Meinungsfreiheit im Netz in Bangladesch. Sie setzt sich auch für Frauenrechte ein und kämpft gegen Diskriminierung und geschlechtsbezogene Zensur in den bangladeschischen Medien.

## Auszeichnungen
Für ihre Verdienste um die Meinungsfreiheit und das Recht auf Information wurde Tahmina Rahman als Mitglied in den „Most Excellent Order of the British Empire“ (MBE) aufgenommen, eine Ehrung, die ihre bedeutende Rolle und den Einfluss ihrer Arbeit auf internationaler Ebene anerkennt. Sie wurde mit dem Deutsch-Französischen Preis für Menschenrechte und Rechtsstaatlichkeit ausgezeichnet, der an Menschenrechtsverteidiger verliehen wird, die durch großen zivilen Mut zur Verbesserung des Schutzes von Menschenrechten in ihren Ländern beitragen.